# Wilson (Luisiana)
Wilson é uma vila localizada no estado americano de Luisiana, na Paróquia de East Feliciana.

## Demografia
Segundo o censo americano de 2000, a sua população era de 668 habitantes.
Em 2006, foi estimada uma população de 662, um decréscimo de 6 (-0.9%).

## Geografia
De acordo com o United States Census Bureau tem uma área de
7,0 km², dos quais 7,0 km² cobertos por terra e 0,0 km² cobertos por água. Wilson localiza-se a aproximadamente 78 m acima do nível do mar.

## Localidades na vizinhança
O diagrama seguinte representa as localidades num raio de 24 km ao redor de Wilson.